# Zatoka Neapolitańska
Zatoka Neapolitańska (wł. Golfo di Napoli) – zatoka morska położona na południowo-zachodnim wybrzeżu Włoch w Prowincji Neapol, w regionie Kampanii. 
Z zachodu otwiera się na Morze Tyrreńskie. Na wschodzie opiera się o stoki Wezuwiusza. Na północy graniczy z Neapolem i Pozzuoli, na południu przechodzi w Półwysep Sorrento z miastem Sorrento, dalej rozciąga się już Zatoka Salerno.
W Zatoce Neapolitańskiej położone są wyspy:
- Capri;
- Ischia;
- Procida.

Warunki widokowe sprawiły, że już od czasów cesarstwa rzymskiego stała się ona celem wypraw turystycznych. Niedaleko położone są starożytne miasta: Pompeje i Herkulanum, zniszczone przez wybuch Wezuwiusza w 79 roku naszej ery.